# Deux Petits Jésus
Pour plus de détails, voir Fiche technique et Distribution.
Deux Petits Jésus ou Les Deux Jésus est un film muet français réalisé par Georges Denola, sorti en 1910.

## Fiche technique
- Titre : Deux Petits Jésus
- Titre alternatif : Les Deux Jésus
- Réalisation : Georges Denola
- Scénario : Brada
- Photographie :
- Montage :
- Société de production : Société cinématographique des auteurs et gens de lettres (S.C.A.G.L.), Série d'Art Pathé Frères (S.A.P.F.)
- Société de distribution : Pathé frères
- Pays d'origine :  France
- Langue : film muet avec les intertitres en français
- Métrage : 310 mètres
- Tournage du 31 mars 1910 au 6 avril 1910
- Format : Noir et blanc — 35 mm — 1,33:1 — Muet
- Genre : Film dramatique
- Durée : 10 minutes 20
- Dates de sortie : 
  -  France : 1910

## Distribution
- Jeanne Delvair
- Georges Paulais
- Jeanne Grumbach
- Gaston Dupray
- Marcelle Monthil
- Anatole Bahier
- Gina Barbieri
- Marcelle Barry
- Mademoiselle Lebrun